# John S. Barry

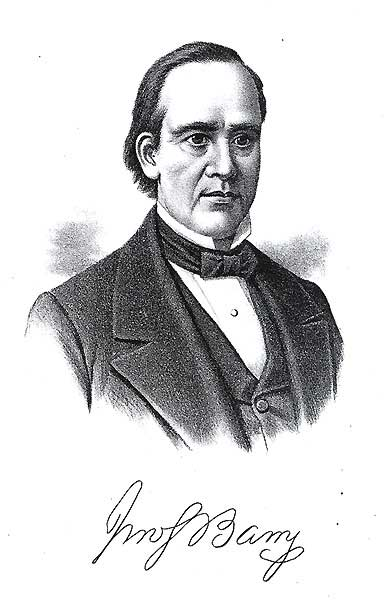
John S. Barry.

John S. Barry, född 29 januari 1802 i Amherst, New Hampshire, död 14 januari 1870 i Constantine, Michigan, var en amerikansk demokratisk politiker. Han var guvernör i delstaten Michigan 1842–1846 och 1850–1852.
Barry gick i skola i Vermont och gifte sig 1824 med Mary Kidder. Efter juridikstudier öppnade han en advokatpraktik i Vermont och var sedan verksam inom handeln i Michiganterritoriet. Barry tillträdde som ledamot av delstatens senat efter att Michigan 1837 godkändes som USA:s 26:e delstat.
Demokraterna i Michigan nominerade Barry som partiets kandidat i guvernörsvalet 1841. Valkampanjen var segerrik och Barry omvaldes två år senare. Han efterträddes 1846 som guvernör av Alpheus Felch men tillträdde fyra år senare guvernörsämbetet på nytt. Robert McClelland efterträdde Barry som guvernör den 1 januari 1852.
Efter valförluster 1853 och 1859 var Barry ännu elektor i presidentvalet i USA 1864. Han avled 1870 och gravsattes på Constantine Township Cemetery i Constantine.